# Induktionsugn
En induktionsugn är en elektrisk ugn som kan värma och smälta metaller med induktiv värmning, det vill säga samma princip som en modern elspis med induktionshäll. Induktionsugnar används bland annat i stålverk och gjuterier. Induktionsugnar har kapacitetsområden från mindre än ett kilogram till hundra ton. Fördelen med induktionsugnen är att den är ren, energieffektiv och lättstyrd jämfört med andra metoder för att smälta metaller.[källa behövs]

## Historia
Den första praktiskt användbara induktionsugnen av typen rännugn infördes i Gysinge järnbruk år 1900. Den konstruerades av metallurgen Fredrik Kjellin med bistånd av Asea. Ugnen användes för att smälta skrot. Induktionsugnar användes också i Långshyttan och Sandviken för tillverkning av de första rostfria stålen 1921. 

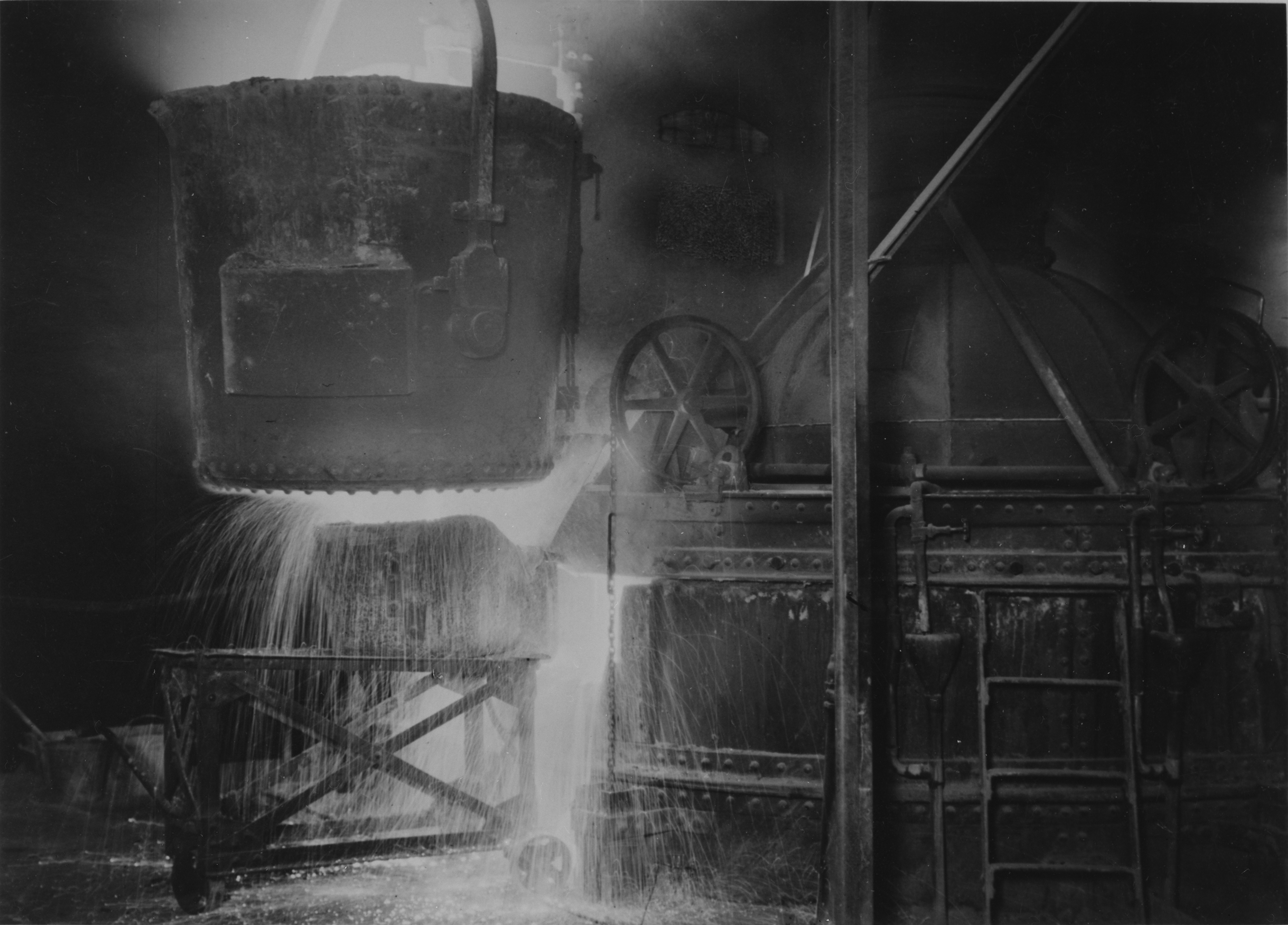
Beskickning av elektrisk induktionsugn vid Långshyttans järnbruk 1931.

Asea inrättade en ugnsbyrå 1927 och utvecklade under 1930-talet induktionsugnar för högfrekvensström, vilka fick stor användning. Utvecklingen leddes av Ludwig Dreyfus. Flertalet ugnar av degeltyp byggdes för direkt anslutning till nätfrekvensen (50 Hz).

## Funktion
Värmen skapas i metallen av växelström som leds genom en induktionsspole som är monterad runt ugnen. Rent elektriskt fungerar detta så att spolen kan sägas vara primärlindningen i en transformator. När spolen matas med växelspänning induceras ett pulserande magnetfält i den smälta metallen. Detta leder till virvelströmmar i metallen med låg spänning och hög strömstyrka. Den elektriska strömmen värmer metallen genom metallens elektriska resistivitet. Smält metall omrörs av virvelströmmarna i degeln. Magnetiska metaller värms snabbare än omagnetiska metaller. Detta beror på inverkan av magnetisk hysteres. Vid induktionsvärmning genereras värmen i metallen som ska smältas eller värmas. Värmen från alternativa metoder, till exempel olje- eller gaseldning, överförs till metallen via värmeledning genom degelns vägg.

## Konstruktion
Degelugnen består av en omagnetisk degel i eldfast material. Den omges av en induktionsspole som är vattenkyld. Spolen ansluts till en växelströmskälla som ger ett elektromagnetiskt fält i degeln. Metallen som ska smältas utsätts för starka elektriska virvelströmmar som värmer. Plåtpaketet runt spolens ytteryta återleder magnetfältet.
En lågfrekvensugn (LFD-ugn) matas från det ordinarie elnätet, 50 Hz, en högfrekvensugn (HFD-ugn) matas med 150 – 250 Hz.  Statiska omformare används för att få högfrekvensspänning. En lågfrekvensugn skapar en större rörelse i smältan jämfört med en högfrekvensugn, vilket ger en effektivare smältning av finstyckigt material. Därför låter man spolen i en lågfrekvensugn inte gå hela vägen upp i skänken. Ugnens övre del kyls då med en kylslinga för att inte förkorta livstiden för infodringen. Livslängden på infodringen för en lågfrekvensugn är kortare än för en högfrekvensugn.

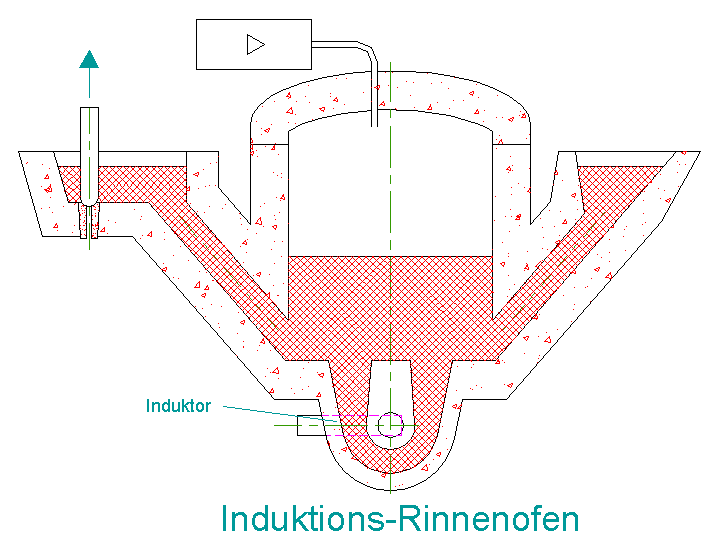
Rännugn. Rödmarkerat är smältan. Rännan syns nedtill. Induktionsspolen omfamnar rännan.

En variant av induktionsugnen är rännugnen. Den har en ränna (ett separat rör) som ett U anslutet till botten på ugnen. Rännan innehåller smälta i förbindelse med ugnen. Rännan omfamnas av ett magnetfältet från en spole. Spolen är primärlindningen och metallen i rännan blir sekundärlindningen i transformatorjämförelsen. Metallen värms i rännan och den smälta metallen cirkulerar till ugnen. 
En alternativ konstruktion är utvecklingen av separata induktiva omrörare för ljusbågsugnar. Dreyfus vid Asea lyckades konstruera en spole under botten på en ljusbågsugn. Botten på ugnen är av omagnetiskt material. Spolen matades med mycket låg frekvens. Asea sålde på 1980-talet sådana omrörarspolar till ljusbågsugnar över hela världen.